# Bernardo Sansone Sgrilli
Bernardo Sansone Sgrilli (fl. XVIII secolo) è stato un architetto, ingegnere e incisore italiano del Granducato di Toscana.

## Biografia
Fiorentino, proveniva da una famiglia che si era stabilita da Imola in Toscana nel 1580, i cui membri avevano ricoperto negli anni importanti incarichi governativi granducali. Iniziò la sua attività nel 1724 quale aiuto-ingegnere dei Capitani di Parte Guelfa, magistratura per la quale lavorò per molti anni. Dall'11 gennaio 1728 fu membro dell'Accademia delle arti del disegno, ricoprendo più volte gli incarichi di console e consigliere.
Dal 1740 fece parte, insieme a Giuliano Anastagi, Angiolo Maria Mascagni e Giuseppe Soresina, del gruppo di professionisti dello Scrittoio regio che, sotto la supervisione di Giovanni Maria Veraci, si occupò del rilevamento e della produzione di mappe e planimetrie delle ville e fattorie granducali.
Si occupò di cabreistica e di disegnare piante di fattorie granducali, quali la villa di Lappeggi (1743) e quella di Vecchiano (1753). Nel 1756 venne incaricato dalla Reggenza lorenese di collaborare con Leonardo Ximenes circa le sistemazioni idrauliche del lago di Bientina, redigendone la carta topografica. Nel 1773 collaborò con Ferdinando Morozzi al Barco reale di Artimino.
Appassionato di erudizione, fu anche incisore e pubblicò nel 1733 la Descrizione e studi dell'insigne fabbrica di Santa Matria del Fiore Metropolitana fiorentina, presso Bernardo Paperini di Firenze. Nel 1737 disegnò la Pianta della villa reale di Pratolino, incisa e poi pubblicata nel volume Descrizione della regia villa, fontane e fabbriche di Pratolino del 1742. Realizzò inoltre incisioni per le Vedute delle ville e d'altri luoghi della Toscana di Giuseppe Zocchi (1744) e per i ritratti della raccolta Azioni gloriose degli uomini illustri fiorentini espresse co' loro ritratti nelle volte della Real Galleria di Toscana di Domenico Maria Manni e Ignazio Orsini (1746). Nel 1757 illustrò i Bagni di San Giuliano.
Risultava ancora in vita nell'agosto 1773, quando venne eletto conservatore dell'Accademia delle arti del disegno. Ebbe almeno un figlio, Luigi, anch'egli architetto e ingegnere.